# فالنتينا إسلاموفا
فالنتينا إسلاموفا (مواليد 18 مارس 1992) مصارعة حرة من أصل روسي، تمثل كازاخستان، حازت على الميدالية البرونزية في بطولة العالم للمصارعة، وثلاث ميداليات، منها الذهبية عام 2021، في بطولة آسيا للمصارعة. مثلت كازاخستان في دورة الألعاب الأولمبية الصيفية 2020 في طوكيو، اليابان.

## مسيرتها الرياضية
في عام 2015، في بطولة الجائزة الكبرى الذهبية إيفان ياريغين 2015، التي أقيمت في كراسنويارسك، روسيا، فازت بالميدالية الذهبية في وزن ٤٨ كجم للسيدات.. في العام نفسه، مثلت روسيا في دورة الألعاب الأوروبية 2015 التي أقيمت في باكو، أذربيجان، وفازت بإحدى الميداليات البرونزية في مسابقة المصارعة الحرة للسيدات 48 كجم في دورة الألعاب الأوروبية 2015..
في عام 2019، فازت إسلاموفا بإحدى الميداليات البرونزية في مسابقة 50 كجم في بطولة آسيا للمصارعة 2019 التي أقيمت في شيآن، الصين.. كما فازت بإحدى الميداليات البرونزية في حدث 50  كجم في بطولة العالم للمصارعة التي أقيمت في نور سلطان، كازاخستان. في عام 2020، كررت هذه النتيجة في بطولة آسيا للمصارعة 2020 التي أقيمت في نيودلهي، الهند. في عام 2021، حصلت إسلاموفا على الميدالية الذهبية في منافساتها في بطولة آسيا للمصارعة 2021 التي أقيمت في ألماتي، كازاخستان. وبعد بضعة أشهر، فازت بإحدى الميداليات البرونزية في منافساتها في بطولة بولندا المفتوحة 2021 التي أقيمت في وارسو، بولندا.
شاركت إسلاموفا في منافسات وزن 50 كجم للسيدات في دورة الألعاب الأولمبية الصيفية 2020 التي أقيمت في طوكيو، اليابان حيث خرجت من مباراتها الأولى على يد لوسيا يبيز من الإكوادور.

## الإنجازات
| العام           | المسابقة          | المكان               | المركز        | حدث               | ملاحظة      |
| تمثيل روسيا     | تمثيل روسيا       | تمثيل روسيا          | تمثيل روسيا   | تمثيل روسيا       | تمثيل روسيا |
| --------------- | ----------------- | -------------------- | ------------- | ----------------- | ----------- |
| 2015            | الألعاب الأوروبية | باكو، أذربيجان       | المركز الثالث | مصارعة حرة 48 كجم |             |
| تمثيل كازاخستان |                   |                      |               |                   |             |
| 2019            | بطولة العالم      | نور سلطان، كازاخستان | المركز الثالث | مصارعة حرة 50 كجم |             |
| 2019            | بطولات آسيوية     | شيآن، الصين          | المركز الثالث | مصارعة حر 50 كجم  |             |
| 2020            | بطولات آسيوية     | نيودلهي، الهند       | المركز الثالث | مصارعة حر 50 كجم  |             |
| 2021            | بطولات آسيا       | ألماتي، كازاخستان    | المركز الأول  | مصارعة حرة 50 كجم |             |